# یمیلنگتسا
یمیلنگتسا (به لاتین: Jemielnica) یک روستا در لهستان است که در گمینا یمیلنگتسا واقع شده‌است. یمیلنگتسا ۳٬۵۰۰ نفر جمعیت دارد.